# TR-4

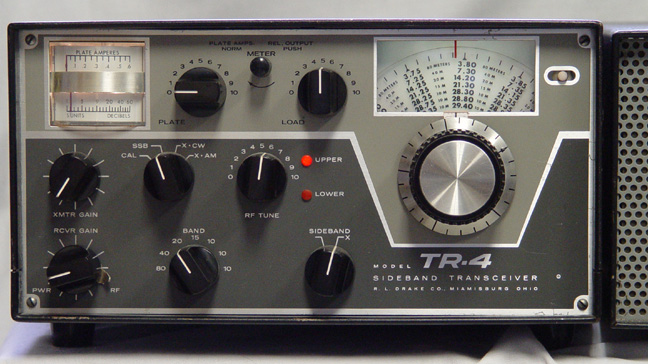
Imagen del Panel Frontal de un TR-4.

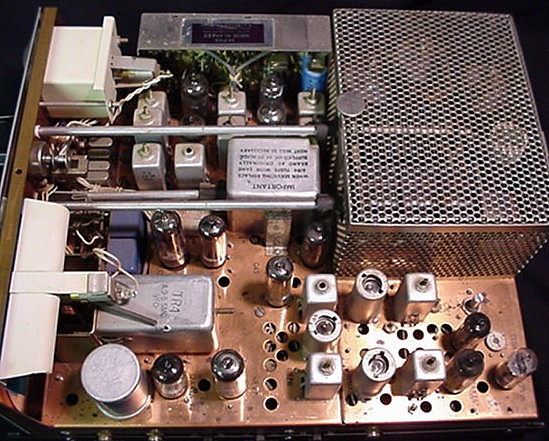
Imagen del interior de un TR-4.

El modelo TR-4 de la compañía R.L, Drake, es un radio transceptor diseñado para la recepción y transmisión en altas y bajas bandas laterales en las bandas de 80 metros, 40 metros, 15 metros, 20 metros y 10 metros. Los modos de AM y CW son incluidos en este equipo.
Su diseño compacto lo hacía ideal para ser usado en conjunto con el equipo AC-3, una fuente de poder que transformaba 120 Voltios; y para operaciones móviles usaba la fuente de poder DC-3 que empleaba 12 voltios. Los casi 300 vatios de salida hacían este equipo un formidable instrumento junto con un amplificador de salida.
La selección de las alta o baja banda lateral se logra a través de la conmutación entre dos cristales entramados de 9 mc y un 9 mc pasa bandas. Entre otras funciones el TR-4 incluye VOX y PTT en AM y SSB, detección de diodos para AM, conmutación automática para la transmisión y recepción de CW con un tono lateral, controles separados de RF y AF, un indicador de transmisión y recepción AGC en el plato ammeter/RF indicador de salida.
La adición del accesorio RV-4, un remoto VFO altavoz permitía al operador recibir, transmitir a través de las bandas sin causar ningún problema en la frecuencia seleccionada en el seleccionador del dial. Eso era útil para las estaciones DX que operaban fuera de las bandas telefónicas de los Estados Unidos o para trabajar cerca de tu propia frecuencia y buscar un lugar sin interferencia o estática. El accesorio FF-1 era un adaptador frecuencia establecida en el lugar que el cristal de control sea deseado, esto permitía dos frecuencias para intercambiar.